# Slag bij Upperville
De Slag bij Upperville vond plaats op 21 juni 1863 in Loudoun County, Virginia tijdens de Amerikaanse Burgeroorlog.

## Achtergrond
De Noordelijke cavalerie had al twee onsuccesvolle pogingen ondernomen om het Zuidelijke cavaleriescherm onder leiding van generaal-majoor J.E.B. Stuart te doorbreken. Zo hoopten ze de exacte locatie van de Zuidelijke hoofdmacht onder leiding van generaal Robert E. Lee te achterhalen. Stuart had de Noordelijke doorbraakpogingen verijdeld in de Slag bij Aldie en de Slag bij Middleburg. Opnieuw bond hij de strijd aan rond Upperville en slaagde erop nieuw in om de Noordelijke cavalerie tegen te houden.

## Goose Creek

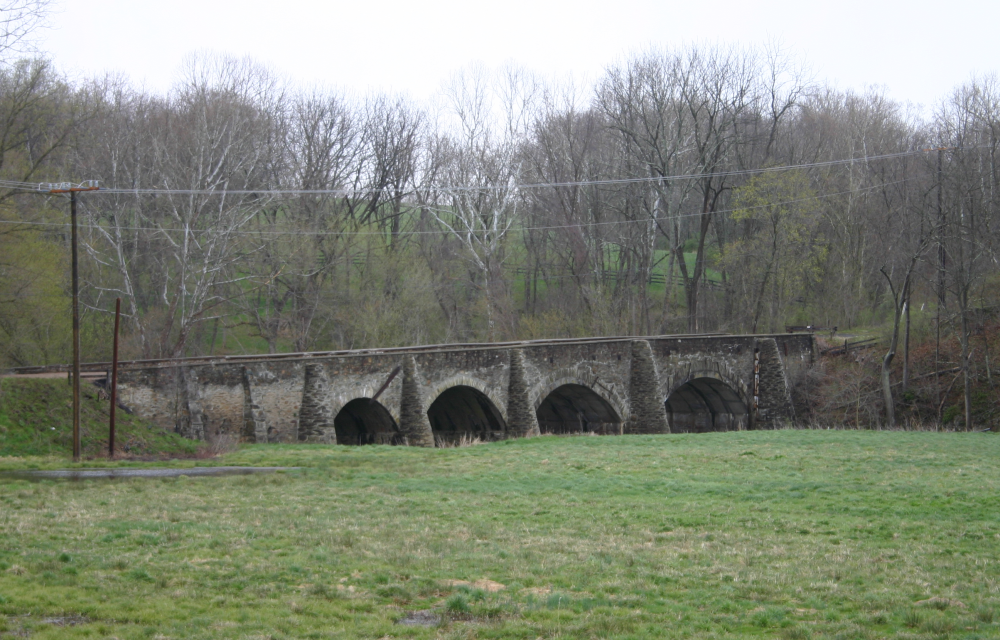
Goose Creek brug (in 2007)

Na de gevechten rond Middleburg op 19 juni had een zware regenstorm de Loudounvallei in een modderpoel veranderd. Tijdens de storm had de brigade van Wade Hampton III de cavalerie van Stuart versterkt. Hampton nam stellingen in naast de brigade van Beverly Robertson bij Ashby’s Gap Turnpike. John R. Chambliss’ brigade trok in noordelijke richting naar Unison, Virginia waar "Grumble" Jones zich bevond. De brigade van Thomas T. Munford bewaakte Snickersville Gap. De partizanen van John Mosby schaduwden de Noordelijken en voorzagen de Zuidelijken van waardevolle informatie.
De Noordelijke cavaleriebevelhebber Alfred Pleasonton kreeg op 20 juni een infanteriebrigade toegewezen van generaal-majoor George G. Meades V Corps om een nieuwe doorbraakpoging te ondernemen. De Zuidelijke hoofdmacht was nog niet gelokaliseerd. Pleasonton probeerde Stuarts stellingen onmogelijk te maken. Daarom stuurde hij Judson Kilpatricks brigade langs de Ashby’s Gap Turnpike. Hij werd ondersteund door kolonel Strong Vincents infanteriebrigade. De cavaleriedivisie van David McM. Gregg werd in reserve gehouden. John Bufords divisie moest de vijandelijke linkerflank keren.
Om 08.00u op 21 juni opende de Noordelijke artillerie het vuur op Stuarts’ stellingen. Stuart hield initieel de Kilpatricks cavalerie tegen door gebruik te maken van stenen muren, beken en ravijnen. Hij moest zich terugtrekken toen de druk van de Noordelijke infanterie te groot werd. Bij Rector’s Crossroads en een brug over Goose Creek (een zijriviertje van de Potomacrivier) stelde hij opnieuw zijn slaglinie samen. Daar hield hij gedurende twee uren stand tegen verschillende Noordelijke aanvallen. Stuart verloor één kanon toen de kanonniers bij het terugtrekken het kanon deden kantelen. Toen zijn overige twee kanonnen ook onbruikbaar werden, trok hij zich al vechtend terug naar Upperville.

## De slag bij Upperville
Ondertussen had de colonne van John Buford een omweg gemaakt om de Zuidelijke linkerflank bij Upperville aan te vallen. De brigade van J. Irvin Gregg en Judson Kilpatrick trokken uit oostelijke richting op naar Ashby’s Gap Turnpike. Buford botste op de brigades van Jones en Chambliss die de bagagetrein escorteerden naar de noordzijde van Upperville en viel deze aan. Ondertussen vielen Kilpatricks cavaleristen Hampton en Robertson aan op een heuvelrug ten oosten van Upperville, de zogenaamde Vineyard Hill. Sommige Noordelijke cavaleristen geraakten tot in het dorp maar werden uiteindelijk teruggeslagen.
Na zware gevechten trok Stuart zich al vechtend terug naar een sterke defensieve positie bij Ashby’s Gap. Ondertussen stad de Zuidelijke infanterie van Lees leger de Potomacrivier over naar Maryland. Toen de volgende dagen de Noordelijke cavalerieaanvallen verminderden, nam Stuart de noodlottige beslissing om via een omtrekkende beweging in oostelijke richting de vijand in de rug aan te vallen. Dit zou zware gevolgen hebben tijdens de Slag bij Gettysburg. Opnieuw was Pleasonton mislukt in zijn opzet om de broodnodige informatie omtrent de locatie van Lees infanterie te bemachtigen.